# Morir en San Hilario
Pour plus de détails, voir Fiche technique et Distribution.
Morir en San Hilario est un film espagnol réalisé par Laura Mañá, sorti en 2005.

## Fiche technique
- Titre : Morir en San Hilario
- Réalisation : Laura Mañá
- Scénario : Laura Mañá
- Photographie :  Javier Salmones
- Montage :  Bernat Vilaplana
- Musique : Francesc Gener
- Direction artistique : Balter Gallart
- Décors :  Fernando Brun, Julián Romera
- Costumes :  Marisa Urruti
- Casting : Pep Armengol, Cristina Raschia
- Producteur : Julio Fernández
- Producteurs exécutifs :  Diego Conejero, Carlos Fernández, José Luis García Espina
- Sociétés de production :  Canal+ España, Castelao Producciones, Filmax, Institut Català de les Indústries Culturals (ICIC), Tango Films
- Sociétés de distribution : Filmax (Espagne), Dogwoof Pictures (Royaume-Uni)
- Pays d'origine :   Espagne
- Langue :  Espagnol
- Budget :
- Tournage :
- Format : Couleur
- Genre : Comédie
- Durée : 95 minutes (1 h 35)
- Dates de sortie :
  -  Argentine : 12 mars 2005 (Festival international du film de Mar del Plata)
  -  Espagne : 27 avril 2005 (Festival du cinéma espagnol de Malaga) / 3 juin 2005 (sortie nationale)
  -  Canada : 31 août 2005
  -  Brésil : 23 septembre 2005 (Festival international du film de Rio de Janeiro)

## Distribution
- Lluís Homar : 'Piernas' Germán
- Ana Fernández : Esther
- Ferran Rañé : Teodoro
- Ulises Dumont (es) : Mariano
- Juan Echanove : Cura Antonio
- Eric Bonicatto : Cándido
- Milton de la Canal (es) : Pablo
- Max Berliner (es) : Cayetano
- Rita Terranova (es) : Berta
- Damián Dreizik (es) : Horacio
- Carlos Bermejo (es) : Crater
- María Elina Rúas (es) : Rosita
- Guido D'Albo : Fermín
- Andrés Zurita : Alfredo
- Oscar Alegre (es) : Gordo